# سرگی گارسیا (بازیکن فوتبال)
سرگی گارسیا (انگلیسی: Sergi García؛ زادهٔ ۱۴ آوریل ۱۹۹۹) بازیکن فوتبال است.